# Mistrzostwa NAIA w Zapasach w 2024
Mistrzostwa NAIA w zapasach rozegrane zostały w Park City w dniach 29 lutego – 2 marca 2024 roku. Zawody odbyły się na terenie Hartman Arena. Punkty zdobyło 49 drużyn.

## Wyniki

### Drużynowo
| Kolejność | Szkoła                    | Zespół         |
| --------- | ------------------------- | -------------- |
| 1.        | Grand View University     | Vikings        |
| 2.        | Life University           | Running Eagles |
| 3.        | Menlo College             | Oaks           |
| 4.        | Southeastern University   | Fire           |
| 5.        | Doane University          | Tigers         |
| 6.        | Campbellsville University | Tigers         |
| 7.        | Missouri Valley College   | Vikings        |
| 8.        | Cumberland University     | Phoenix        |

### All American

#### 125 lb
| Lp. | Zawodnik        | Szkoła         |
| --- | --------------- | -------------- |
| 1.  | Hunter Sparks   | Eastern Oregon |
| 2.  | Nicolas Aguilar | Menlo          |
| 3.  | Aden Reeves     | Grand View     |
| 4.  | Brandon Orum    | Life           |
| 5.  | Trevor Marsman  | Cornerstone    |
| 6.  | Allen Calderon  | Indiana Tech   |
| 7.  | Brody Gee       | Saint Mary     |
| 8.  | Izaeah Beavers  | Campbellsville |

#### 133 lb
| Lp. | Zawodnik         | Szkoła         |
| --- | ---------------- | -------------- |
| 1.  | Jovan Garcia     | Menlo          |
| 2.  | Thaddeus Long    | Life           |
| 3.  | Carson Taylor    | Grand View     |
| 4.  | Dominic Chavez   | Texas Wesleyan |
| 5.  | CaRon Watson     | Briar Cliff    |
| 6.  | Jackson Cockrell | Grand View     |
| 7.  | Andrew Voiles    | Southeastern   |
| 8.  | Sammy Shires     | Cumberland     |

#### 141 lb
| Lp. | Zawodnik        | Szkoła          |
| --- | --------------- | --------------- |
| 1.  | Hartwell Taylor | Saint Mary      |
| 2.  | Evan Potter     | Southern Oregon |
| 3.  | Nicholas Yancey | Campbellsville  |
| 4.  | Kael Brisker    | Southeastern    |
| 5.  | Cade Manion     | Oklahoma City   |
| 6.  | Gage Hudson     | Cumberlands     |
| 7.  | Edrich Nortje   | Dickinson State |
| 8.  | Aric Williams   | Dakota Wesleyan |

#### 149 lb
| Lp. | Zawodnik        | Szkoła          |
| --- | --------------- | --------------- |
| 1.  | Chase Zollmann  | Missouri Valley |
| 2.  | Jack Latimer    | Cumberland      |
| 3.  | Parker Dobrocky | Southeastern    |
| 4.  | Blake Gonzalez  | Grand View      |
| 5.  | Blake Haney     | Grand View      |
| 6.  | Nathan Lendt    | Doane           |
| 7.  | Drake Vannoy    | Oklahoma City   |
| 8.  | Bryce Nickel    | Cumberlands     |

#### 157 lb
| Lp. | Zawodnik          | Szkoła         |
| --- | ----------------- | -------------- |
| 1.  | Brevin Balmeceda  | Life           |
| 2.  | David Rubio       | Corban         |
| 3.  | Kanaipono Tapia   | Menlo          |
| 4.  | Trevor Burdick    | Reinhardt      |
| 5.  | Antwuan Burns     | Campbellsville |
| 6.  | Nate Wheeler      | Indiana Tech   |
| 7.  | Francis Morrissey | Ottawa         |
| 8.  | Dylan Whitt       | Grand View     |

#### 165 lb
| Lp. | Zawodnik          | Szkoła                    |
| --- | ----------------- | ------------------------- |
| 1.  | Jonathan Kervin   | Indiana Tech              |
| 2.  | Keller Rock       | Embry–Riddle Aeronautical |
| 3.  | Rysan Leong       | Menlo                     |
| 4.  | Steven Villalobos | Life                      |
| 5.  | Roman Garcia      | Central Methodist         |
| 6.  | Shadrick Slone    | Campbellsville            |
| 7.  | Trace Braun       | Southeastern              |
| 8.  | Zander Ernst      | Morningside               |

#### 174 lb
| Lp. | Zawodnik         | Szkoła          |
| --- | ---------------- | --------------- |
| 1.  | Alex Reynolds    | Grand View      |
| 2.  | Graham Calhoun   | Southeastern    |
| 3.  | Abel Nava        | Providence      |
| 4.  | Cole Smith       | Cumberland      |
| 5.  | Riley Smucker    | Life            |
| 6.  | Michael Scarponi | Doane           |
| 7.  | Maximus Zamora   | Menlo           |
| 8.  | Alex Hernandez   | Southern Oregon |

#### 184 lb
| Lp. | Zawodnik        | Szkoła         |
| --- | --------------- | -------------- |
| 1.  | Isaiah Luellen  | Grand View     |
| 2.  | Kyle Homet      | Life           |
| 3.  | J.D. Perez      | Ottawa         |
| 4.  | William Speight | Lourdes        |
| 5.  | Rylin Burns     | MSU Northern   |
| 6.  | Daryus Webb     | Avila          |
| 7.  | Jameel Coles    | Grand View     |
| 8.  | Kyle Knudtson   | Eastern Oregon |

#### 197 lb
| Lp. | Zawodnik                | Szkoła            |
| --- | ----------------------- | ----------------- |
| 1.  | Garavous Kouekabakilaho | Grand View        |
| 2.  | Owen Braungardt         | Grand View        |
| 3.  | Malachi Karibo          | Baker             |
| 4.  | Kasten Grape            | Doane             |
| 5.  | Elijah Hynes            | Missouri Valley   |
| 6.  | Andrew Herrera          | Southern Oregon   |
| 7.  | Bradley Antesberger     | Doane             |
| 8.  | Cameron Cornman         | Central Methodist |

#### 285 lb
| Lp. | Zawodnik        | Szkoła                    |
| --- | --------------- | ------------------------- |
| 1.  | Zane Lanham     | Life                      |
| 2.  | Greg Hagan      | Grand View                |
| 3.  | KC Buday        | Providence                |
| 4.  | Hunter DeJong   | Morningside               |
| 5.  | Joshua Isaac    | Missouri Valley           |
| 6.  | Gabe Jacobs     | Southeastern              |
| 7.  | Antonio Dacosta | Menlo                     |
| 8.  | Kenneth Copley  | Embry–Riddle Aeronautical |